# Wertpapierlinie

Wertpapierlinie (Security Market Line) im -Diagramm.

Die Wertpapierlinie,  Wertpapiermarktlinie oder Wertpapierkenngerade (kurz WPL, englisch security market line, SML) ist ein zentrales Ergebnis des Capital Asset Pricing Models (einer Weiterentwicklung der Portfoliotheorie). Sie beschreibt den Zusammenhang zwischen der erwarteten Rendite und dem Risiko einzelner Wertpapiere (unter den Annahmen eines vollkommenen Kapitalmarktes). 
Ein ähnliches Konzept ist die Kapitalmarktlinie. Während diese die Renditeerwartung riskanter Portfolios anzeigt, beschreibt die Wertpapierlinie die erwartete Rendite einzelner Wertpapiere im modelltheoretischen Kapitalmarktgleichgewicht.

## Mathematische Darstellung

Die Wertpapierline zeigt erwartete Renditen in Abhängigkeit vom spezifischen Betafaktor.

Im Finanzmarktgleichgewicht passt sich der gegenwärtige Preis eines Wertpapiers derart an, dass die erwartete Rendite die risikolose Verzinsung um eine Risikoprämie übersteigt, die proportional mit dem Wertpapier-Betafaktor ansteigt:
{\displaystyle \operatorname {E} [R_{i}]=r_{f}+\beta _{i}(\operatorname {E} [R_{M}]-r_{f})}.
Die WPL ist also eine lineare Funktion des individuellen Betafaktors {\displaystyle \beta _{i}}. Der Betafaktor spiegelt das systematische Risiko wider. 
Die nebenstehende Abbildung verdeutlicht, dass das Marktportfolio ein Beta von 1 aufweist, wohingegen die risikolose Kapitalanlage ein Beta von Null hat. Eine Anlage, die oberhalb der WPL liegt, würde also mehr Rendite in Relation zu ihrem Beta erwarten lassen. Diese Anlage würde den Markt übertreffen bzw. unterbewertet sein. Diese Unterbewertung führt dazu, dass Investoren vermehrt die Anlage kaufen, dadurch deren Preis erhöhen und demnach die zukünftigen Renditen solange reduzieren, bis der Gleichgewichtswert erreicht ist. Entsprechendes gilt für überbewertete Anlagen unterhalb der Wertpapierlinie.